# Ibn Sad
Ibn Sa'd al-Baghdadi, död 845, var en arabisk författare från Bagdad.
Ibn Sad stora arbete Kitāb at-tabakāt al-kabīr, "Den stora klassboken" innehåller biografier över profeten, hans följeslagare och efterföljare fram till författarens egen tid. Det har utgetts under ledning av Eduard Sachau i 9 band 1904-28.